# Tommy Lasorda
Thomas Charles Lasorda, mais conhecido como Tommy Lasorda (Norristown, 22 de setembro de 1927 – 7 de janeiro de 2021) foi um jogador e treinador de beisebol norte-americano. Em sua homenagem foi produzido um jogo eletrônico para o console Mega Drive intitulado Tommy Lasorda Baseball. O Los Angeles Dodgers aposentou o número que Tommy usava quando jogava por lá, o nº 2.
Conquistou duas World Series em 1981 e 1988 com os Dodgers e foi agraciado duas vezes como treinador do ano na National League em 1983 e 1988.
Foi também treinador do time norte-americano de beisebol nos Jogos Olímpicos de Sidney, no ano 2000, chegando pela primeira vez na história à medalha de ouro olímpica para o time dos Estados Unidos no beisebol olímpico.
Morreu em 7 de janeiro de 2021, aos 93 anos, de infarto agudo do miocárdio.